# Елистратов, Алексей Анатольевич
Алексей Анатольевич Елистратов (род. 8 июля 1976, Орск) — российский актёр и певец, солист группы «Revoльvers».

## Биография
Родился 8 июля 1976 в Орске, Оренбургской области.
Приехал в Москву в начале 90-х годов, чтобы поступать в цирковое училище. Поступил туда только на следующий год после приезда. Окончив училище по специальности «артист разговорного жанра», начал работать на эстрадных площадках с собственным номером музыкальных пародий на популярных артистов эстрады. Алексею тогда помог Евгений Петросян, показывавший его выступления в своей телевизионной программе. В конечном счёте за свой номер Алексей был удостоен звания Лауреата международного конкурса «Море смеха» имени Аркадия Райкина.
Параллельно он поступил в Российскую академию театрального искусства (РАТИ — бывший ГИТИС) и снялся в своём первом фильме — «Мелкий бес» по книге Фёдора Сологуба (режиссёр — Николай Досталь). Окончил РАТИ (мастерская Олега Марусева) в 2000 году.
С конца 90-х годов Алексей является солистом поп-группы «Револьверс».
Дублировал многие иностранные фильмы, в частности, озвучивал персонажа кинотрилогии «Властелин колец» Фродо Бэггинса, а также Гарри Поттера (в части «Гарри Поттер и Философский камень») — главного героя экранизаций книг Джоан Роулинг.

## Фильмография
| Год  |   | Название           | Роль                            |
| ---- | - | ------------------ | ------------------------------- |
| 1995 | ф | Мелкий бес         | Пыльников                       |
| 1996 | ф | Любить по-русски 2 | петух                           |
| 1997 | ф | Дети понедельника  | продавец в алкогольном магазине |
| 1997 | с | Клубничка          | Витька, друг Стасика Кошкина    |
| 1999 | с | Будем знакомы!     | Антон Тимофеев                  |
| 2002 | ф | Интересные мужчины | Саша — «Розан»                  |
| 2006 | с | Счастливы вместе   | Тимофей                         |
| 2009 | с | Грязная работа     | Валюшка, тусовщик               |
| 2010 | с | Столица греха      | Митяй, повар                    |

## Озвучивание (неполный список)
- 1987—1990 — Красавица и чудовище
- 1993—1994 — Пороги времени — Уильям Петерсман
- 1995—1996 — Человек ниоткуда — молодой Том, Марти
- 1997 — Клубничка (телесериал)
- 2001 — Гарри Поттер и философский камень — Гарри Поттер
- 2001 — Грехи отца — Томас Каффи
- 2001 — Властелин колец: Братство Кольца — Фродо Бэггинс
- 2002 — Властелин колец — Грима Червеуст (Брэд Дуриф)[1][2]
- 2001 — Страна чудаков — Шон Брамдер
- 2003 — Школа рока — Зак
- 2003 — Реальная любовь — Сэм (Томас Сангстер)
- 2004 — Дурное воспитание
- 2004 — Терминал — Энрике Круз
- 2004—2008 — Мультреалити — Ксандер (Джек Плотник[англ.])
- 2004 — Александр — молодой Александр
- 2004 — Двенадцать друзей Оушена — Джон
- 2004 — Малышка на миллион — опасный Барч
- 2005 — Детская игра 5: Потомство Чаки — Гленн/Гленда
- 2005 — Крэйзи — Эрик
- 2005 — 2001 маньяк — Рики
- 2005 — Триумф
- 2005 — Морпехи — Фергюс О’Доннел;
- 2005 — Любовь на острове — Майло Динсдейл
- 2005 — Звонок 2 — Джейк
- 2006 — Громобой — Громобой
- 2006 — Дрейк и Джош в Голливуде — Дрейк Паркер, Дамьен Фои
- 2006 — Американская мечта
- 2006 — Не вижу зла — Рассел
- 2006 — Бобби — Купер
- 2006 — Эскадрилья «Лафайет»
- 2007 — Лезвия славы: Звездуны на льду — Джимми МакЭлрой
- 2007 — Шрек Третий
- 2007 — Отдыхай, Скуби-Ду! — Пемба
- 2007 — АйКарли — Фредди Бенсон (Нейтан Кресс)
- 2007 — Территория девственниц — Дионео
- 2008 — В пролёте — Альдус Сноу
- 2008 — Пила 5 — Малик
- 2008 — Сумерки — Эрик
- 2010 — Скотт Пилигрим против всех — Уоллес Уэллс
- 2011 — Лучшая жизнь — Луис Галиндо
- 2012 — АйКарли — Фредди Бенсон (Нейтан Кресс)
- 2020 — Огонёк-Огниво (мультфильм) — Шило[3]

## Телепередачи
- Среда обитания (Сколько сока в соке)
- Блеф-клуб